# Le Grand-Saconnex
Le Grand-Saconnex – szwajcarskie miasto i gmina (fr. commune; niem. Gemeinde) w kantonie Genewa. 

## Demografia
W Le Grand-Saconnex mieszka 12 378 osób. W 2020 roku 41,3% populacji gminy stanowiły osoby urodzone poza Szwajcarią.

## Transport
Przez teren miasta przebiegają autostrada A1 oraz droga główna nr 106.
Na terenie miasta leży stacja kolejowa Genève-Aéroport oraz część potu lotniczego Genewa-Cointrin.